# HC Mystery Kuřim
HC Mystery Kuřim je klub ledního hokeje založený na jaře 2019 a sídlící ve městě Kuřim, kde se také nachází jeho stadion, postavený ve stejném roce. Z hlediska tradice navazuje na hokejový klub Spartak Kuřim, který zanikl v roce 1960. V prvních letech činnosti je cílem klubu vychovat svojí vlastní mládež. V své první klubové sezóně 2019/2020 se klub účastní Kuřimské hokejové ligy, kde se utkává s hokejovými kluby z okolí (například z Tišnova nebo Kohoutovic).
Předsedou je od založení Aleš Krkoška.